# Carlia bomberai
Carlia bomberai är en ödleart som beskrevs av  George R. Zug och ALLISON 2006. Carlia bomberai ingår i släktet Carlia och familjen skinkar. Inga underarter finns listade.